# 拉舍林山
47°04′52″N 12°47′38″E / 47.08111°N 12.79389°E

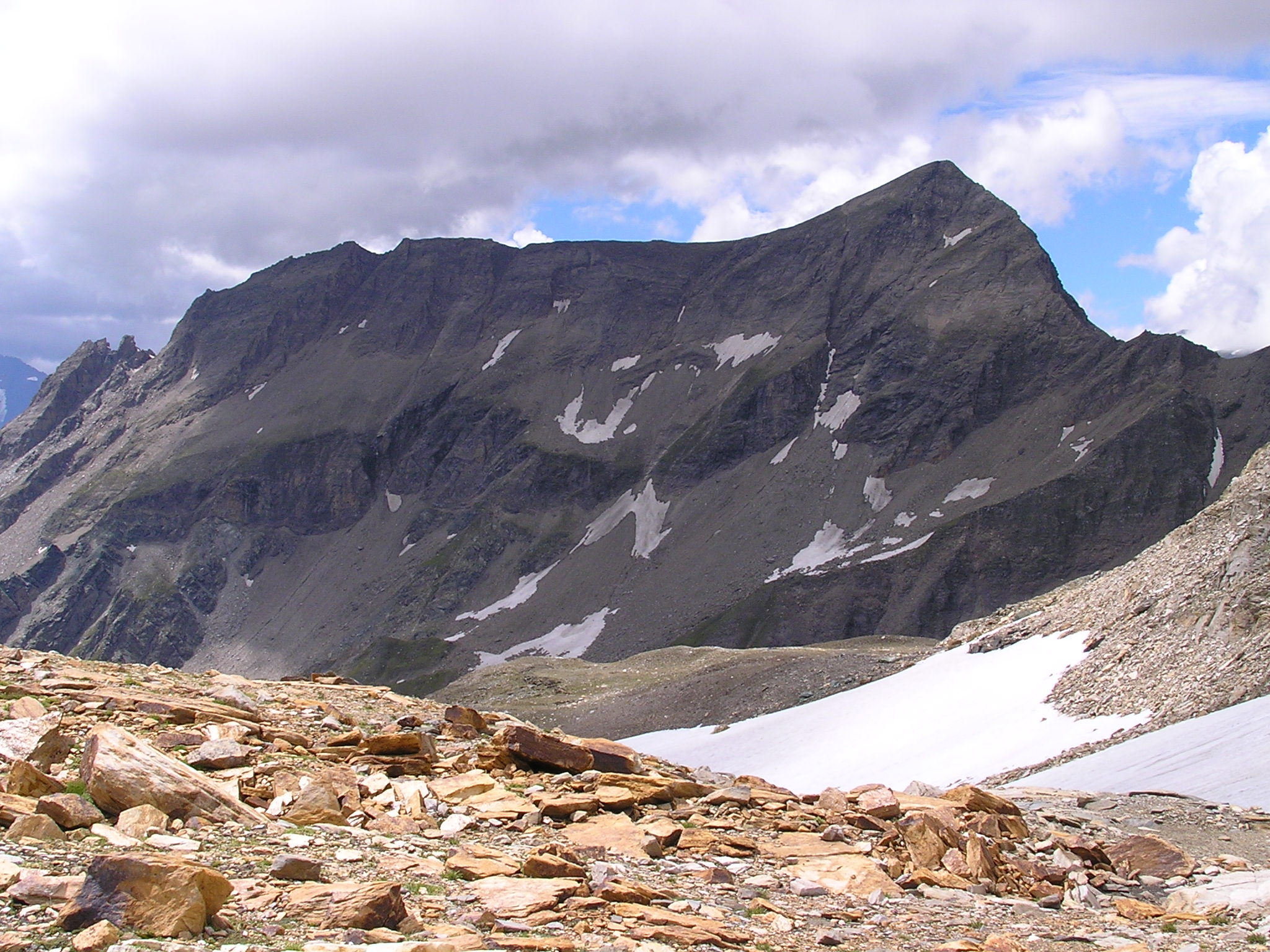

拉舍林山（德語：Racherin），是奧地利的山峰，位於該國南部，由克恩頓州負責管轄，屬於高地陶恩山脈的一部分，海拔高度3,092米，每年平均降雨量2,073毫米。